# Gift (Lied)
Gift ist ein Lied der deutschen Singer-Songwriterin Madeline Juno aus dem Jahr 2017. Das Stück ist die zweite Singleauskopplung aus ihrem dritten Studioalbum DNA.

## Entstehung und Artwork
Das Lied wurde von der Interpretin selbst, gemeinsam mit dem britischen Musiker Oliver Epsom (Oliver Som), geschrieben. Som zeichnete zudem auch für die Abmischung, Instrumentierung, Produktion und die Programmierung des Schlagzeugs verantwortlich. Für die Instrumentierung spielte er unter anderem den Bass, die Gitarre, das Piano und den Synthesizer ein. Beim Einspielen des Pianos erhielt er Unterstützung von Juno. Das Mastering erfolgte durch Masterdisk Europe in Paris (Frankreich), unter der Leitung von Benoit Journo.
Während Juno bei der Albumproduktion zu DNA einmalig mit Journo zusammengearbeitet hat, war Som bereits in verschiedenen Funktionen an den Produktionen zu Salvation (Februar 2016) und Waldbrand (September 2016) beteiligt.
Auf dem Frontcover der Single ist – neben Künstlernamen und Liedtitel – Juno zu sehen. Es zeigt sie brustaufwärts, während sie ein Paillettenoberteil trägt, sich über die Rückenlehne eines Stuhls beugt und den Blick zur Kamera gerichtet hat. Die Fotografie stammt von Philipp Gladstone, der in der Vergangenheit bereits mit Juno zusammengearbeitet hat; so war er an der Covergestaltung zu Salvation und Waldbrand beteiligt. Das Artwork ist in verschiedenen rosatönen gestaltet, womit es sich an dem des Albums orientiert und stammt von Christian Hapich.

## Veröffentlichung und Promotion
Die Erstveröffentlichung von Gift erfolgte als Single am 28. Juli 2017 bei Embassy of Music. Diese erschien als digitaler Einzeltrack zum Download und Streaming. Der Vertrieb erfolgte durch Tonpool, verlegt wurde das Lied durch BMG Rights Management, Emmaspark Music und Sony Music Publishing. Am 8. September 2017 erschien Gift als Teil von Junos dritten Studioalbum DNA (Katalognummer: 28204), dessen zweite Singleauskopplung es ist.
Bereits einen Tag vor der Singleveröffentlichung präsentierte Juno ein Snippet zu Gift auf ihren sozialen Medien. Um das Lied nach der Veröffentlichung zu bewerben, erfolgten unter anderem zwei Liveauftritte bei VIVA Deutschland, dabei war sie am 8. September 2017 Gast in den Chartshow VIVA Top 100 und trat mit dem Lied bei VIVA Fahrstuhlmusik auf.

## Inhalt
| „Ruf mich nie wieder an, wenn du nicht schlafen kannst. Wie lang, wie oft noch soll ich ran? Du wirkst auf mich so wie ich auf dich. Denn du bist Gift für mich. Ruf mich nie wieder an, wenn du nicht schlafen kannst. Wie lang, wie oft noch soll ich ran? Du wirkst auf mich so wie ich auf dich. Denn du bist Gift für mich.“ – Refrain, Originalauszug | Der Liedtext zu Gift ist in deutscher Sprache verfasst und stammt von der Interpretin selbst sowie Oliver Som. Beide komponierten zugleich die Musik in der Tonart cis-Moll mit 164 Schläge pro Minute. Musikalisch bewegt sich das Lied im Bereich der Popmusik, mit Einflüssen aus dem Power Pop. Inhaltlich handelt es sich bei Gift um einen Titel, in dem Juno eine frühere Liebesbeziehung verarbeitet. Juno selbst beschrieb es als einen der definitiv „selbstbewusstesten“ Lieder auf ihrem Album. Das Stück falle sowohl klanglich als auch inhaltlich „total“ für sie heraus. Gift handele vom Ende einer Beziehung und sage erstmals auch für sie selbst: „Ey, jetzt ist Schluss!“ Sie habe in der Vergangenheit ganz oft Lieder darüber geschrieben wie schlimm es sei loszulassen und wie schwer es sei, wenn eine Liebe zu Ende gehen müsse. Gift handele von diesem klaren Schlussstrich, den man ziehen müsse, weil es für beide einfach absolut toxisch sei. Das Lied strahle ihrer Meinung nach eine Art Selbstbewusstsein aus, das einfach sage: „Nein, ich weiß wann Schluss ist und ich weiß wann gut ist und wir sind einfach Gift für einander und es ist beiden nicht geholfen wenn wir beieinander bleiben“. |

Aufgebaut ist das Lied aus zwei Strophen, einem Refrain und einer Bridge. Es beginnt mit der ersten Strophe, die als Achtzeiler geschrieben wurde. An diese schließt sich zunächst der zweizeilige Prechorus an, ehe der eigentliche Refrain einsetzt. Im Prechorus nimmt Juno unter anderem Bezug auf den US-amerikanischen Schauspieler James Dean und das US-amerikanische Model und Schauspielerin Marilyn Monroe. Der Refrain setzt sich aus einem sich wiederholenden Vierzeiler zusammen, womit er insgesamt acht Zeilen umfasst. Der gleiche Aufbau wiederholt sich mit der zweiten Strophe. Nach dem zweiten Refrain setzt als musikalisches Zwischenspiel die Bridge ein, die ebenfalls als Zweizeiler geschrieben wurde, ehe das Lied mit dem dritten Refrain endet.

## Musikvideo
Das Musikvideo zu Gift feierte seine Premiere am 1. August 2017 auf der Videoplattform YouTube. Die Gesamtlänge des Videos beträgt 3:43 Minuten, entstanden ist es in komplett in Eigenregie durch Juno selbst. Es zeigt eine Liebesbeziehung, die mit Hilfe der Mattel-Puppen Barbie (Rolle: Julie) und Ken (Rolle: Roman), in einer Art Puppenstube dargestellt wird. Das Video spiegelt eine „toxische“ Beziehung wider, an deren Ende beide Sterben. Julie vergiftet Roman, der vor seinem erleiden Julie noch ersticht. Am unteren Bildschirmrand ist immer, wie man es aus Lyrikvideos kennt, der aktuelle Liedtext während des gesamten Videos eingeblendet.
Juno selbst beschrieb die Entstehungen und Produktion des Musikvideos mit folgenden Worten: „Ich wollte ein Video produzieren, das eine lieblich wirkende Kulisse in einen Ort des Schreckens verwandelt. Ich wollte etwas herausbringen, das ich selbst auf die Beine gestellt habe, auch wenn es mich meinen letzten Nerv kosten würde. Und letzten Endes habe ich mir wochenlang die Finger blutig geklebt, gebastelt, genäht und mir den Kopf brummig geschnitten und editiert. Ich bin keine Filmemacherin und habe keine Ahnung nach meinen Möglichkeiten versucht eine Geschichte zu erzählen“.

## Mitwirkende
| Liedproduktion - Oliver Epsom (Oliver Som): Abmischung, Bass, Gitarre, Komposition, Liedtext, Musikproduktion, Piano, Programmierung, Synthesizer - Benoit Journo: Mastering - Madeline Juno: Begleitgesang, Gesang, Komposition, Liedtext, Piano Visualisierung - Philipp Gladstone: Fotografie (Cover) - Christian Hapich: Artwork (Cover) - Madeline Juno: Regie (Musikvideo) | Unternehmen - BMG Rights Management: Verlag - Embassy of Music: Musiklabel - Emmaspark Music: Verlag - Masterdisk Europe: Tonstudio - Sony Music Publishing: Verlag - Tonpool: Vertrieb |

## Rezensionen
Ein Rezensent vom Musikmagazin Musicheadquarter beschrieb Gift als ohrwurmartig tanzbar.
Marvin Tyczkowski vom deutschsprachigen E-Zine Plattentests.de bewertete das Album DNA mit fünf von zehn Punkten. Während seiner Rezension beschrieb er Gift als einen von zwei „unglaublich kraftvollen, dynamischen Power-Pop-Stücken“. Darüber hinaus hob er das Lied als eines von drei „Highlights“ aus dem Album hervor.
Tilo Fierravanti vom Tribe-Online Magazin charakterisierte Gift in einer Rezension zur Was bleibt Tour (Oktober 2019–November 2019) als eine Tanznummer, die die Menge gut ins Schwitzen brächte.